# Senat von North Carolina

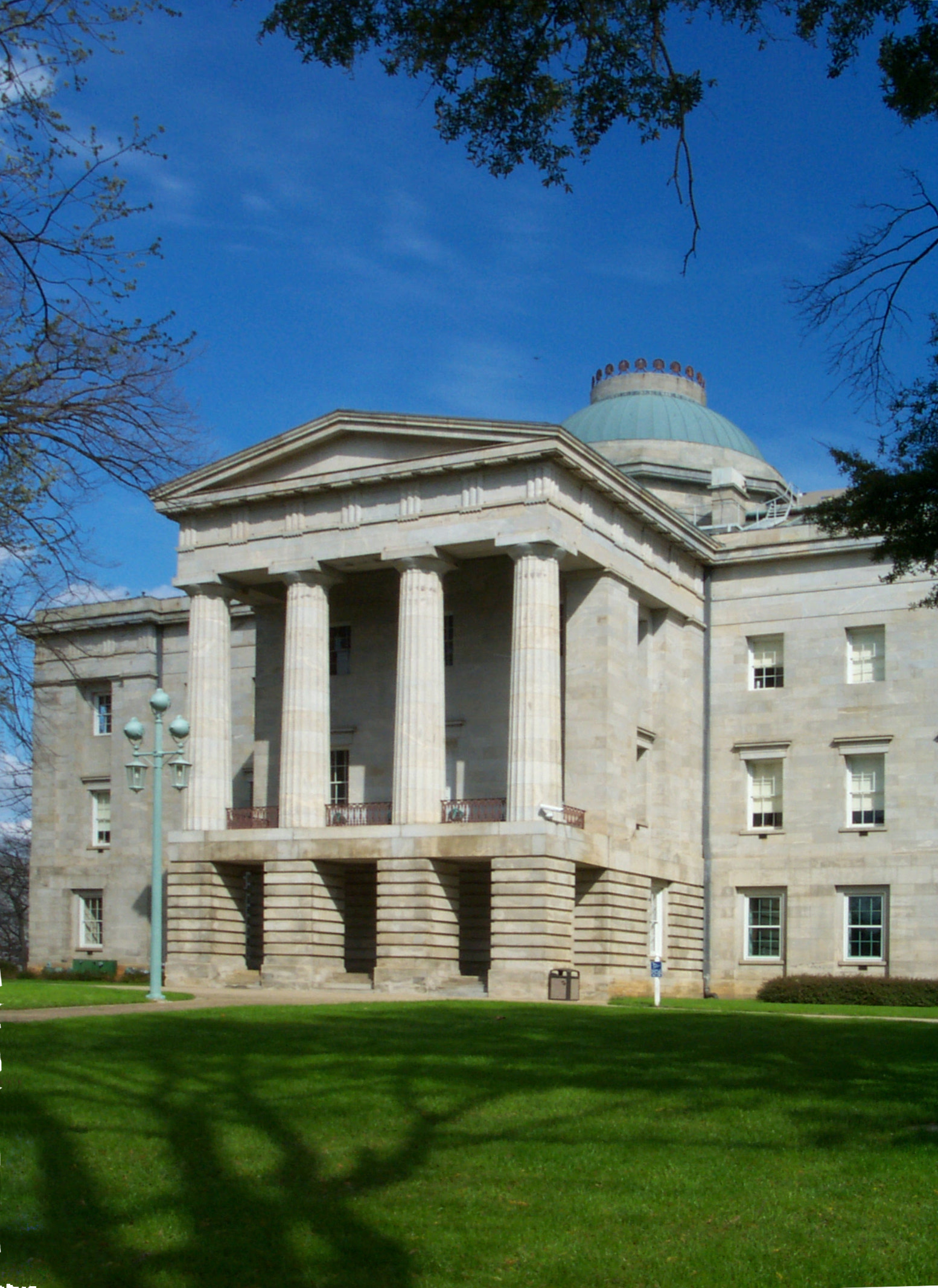
North Carolina State Capitol

Der Senat von North Carolina (North Carolina Senate) ist eine der beiden Kammern des Parlaments von North Carolina (North Carolina General Assembly). Seine Aufgaben und Machtbefugnisse sind denen der zweiten Kammer, des Repräsentantenhauses von North Carolina, vergleichbar. Die Mitglieder des Senats vertreten größere Wahlbezirke als die Mitglieder des Repräsentantenhauses.
Der Sitzungssaal des Senats befindet sich gemeinsam mit dem Repräsentantenhaus im North Carolina State Capitol in der Hauptstadt Raleigh.

## Vizegouverneur und Präsident pro Tempore
Der Präsident des Senats ist der Vizegouverneur (Lieutenant Governor of North Carolina), als einziges Vorrecht entscheidet seine Stimme bei unentschiedenen Abstimmungen. Vor der Einrichtung des Amtes eines Vizegouverneurs im Jahr 1868 wurden Sitzungen des Senats von einem Vorsitzenden (Speaker) geleitet.
Nachdem im Jahr 1988 James Carson Gardner als erster Republikaner nach der Reconstruction zum Vizegouverneur gewählt worden war, sorgte die Mehrheitsfraktion der Demokraten im Senat dafür, dass die meisten Machtbefugnisse vom Vizegouverneur auf den zum Präsidenten pro tempore gewählten Senator übergingen. Der Präsident pro tempore beruft Abgeordnete in die ständigen Ausschüsse des Senats und beaufsichtigt das Gesetzgebungsverfahren.
In der Wahlperiode 2011/2012 hat der Senat nach der Wahl im November 2010 eine Mehrheit von 31 republikanischen zu 19 demokratischen Abgeordneten. Damit hat sich das Verhältnis gegenüber der vorherigen Wahlperiode umgekehrt.

## Wahlvoraussetzungen
Die Wahlvoraussetzungen für einen Senator sind in der Verfassung des Bundesstaates niedergelegt. Jeder Senator muss zum Zeitpunkt seiner Wahl mindestens 25 Jahre alt sein, muss das Wahlrecht im Bundesstaat besitzen und mindestens zwei Jahre im Bundesstaat gemeldet sein, davon unmittelbar vor der Wahl mindestens ein Jahr in dem Wahlkreis, für den er antritt. (Engl.: Each Senator, at the time of his election, shall be not less than 25 years of age, shall be a qualified voter of the State, and shall have resided in the State as a citizen for two years and in the district for which he is chosen for one year immediately preceding his election.)

## Impeachment
Nach der Verfassung von North Carolina ist der Senat auch die Instanz, die über ein Impeachment verhandelt und entscheidet. Das Repräsentantenhaus hat das Recht, für Staatsbedienstete eine Amtsenthebung wegen Amtsmissbrauch (Impeachment) zu fordern, über das dann der Senat im föderalen System entscheidet. Falls der Gouverneur oder der Vizegouverneur die Betroffenen eines solchen Verfahrens sein sollten, leitet der Vorsitzende (Chief Justice) des Obersten Gerichtshofes von North Carolina die Sitzung.

## Mehrheitsverhältnisse
| Parteizugehörigkeit       | Anzahl der Mitglieder |
| ------------------------- | --------------------- |
| Republikanische Partei    | 31                    |
| Demokratische Partei      | 19                    |
| Gesamt                    | 50                    |
| Mehrheit der Republikaner | 12                    |

## Wichtige Senatsmitglieder
| Position                                | Name             | Party        |
| --------------------------------------- | ---------------- | ------------ |
| Präsident                               | Walter H. Dalton | Demokrat     |
| Präsident Pro Tempore                   | Philip E. Berger | Republikaner |
| Stellvertretender Präsident Pro Tempore | James Forrester  | Republikaner |
| Mehrheitsführer (Majority leader)       | Harry Brown      | Republikaner |
| Whip der Mehrheitsfraktion              | Jerry W. Tillman | Republikaner |
| Oppositionsführer (Minority leader)     | Martin Nesbitt   | Demokrat     |
| Stellvertretender Oppositionsführer     | Linda Garrou     | Demokrat     |
| Whip der Opposition                     | Josh Stein       | Demokrat     |